# Cathkin Park
Cathkin Park est un jardin public footballistique situé dans la ville écossaise de Glasgow, au Royaume-Uni. Géré par la municipalité de Glasgow, on y pratique encore le football.
Le parc abrite le second terrain à s'être appelé Hampden Park, qui fut le domicile des clubs de football de Queen's Park (entre 1884 et 1903) et Third Lanark (entre 1903 et 1967). Le premier Hampden Park se trouve juste à l'ouest, tandis que le tracé original de Cathcart Road se situe à présent à l'intérieur de Queen's Park Rec.

## Historique
Autrefois, le parc contenait un stade de football qui accueillait des compétitions de football depuis 1884. Il accueillit le Football World Championship de 1888. Un match international de rugby à XV s'y est également disputé entre l'Écosse et l'Angleterre dans le cadre du Tournoi britannique de 1896. Il est initialement connu sous le nom de Hampden Park (le deuxième de ce nom) et loué par le Queen's Park Football Club entre 1884 et 1903. Lorsque ce dernier s'installe à l’actuel Hampden Park, le Third Lanark Athletic Club reprend le bail et rebaptise le stade New Cathkin Park (le club ayant précédemment évolué dans un autre stade nommé Cathkin Park).
Au cours de son histoire, il accueillit plusieurs rencontres internationales impliquant l'équipe d'Écosse.
Le stade est abandonné lorsque le club de Third Lanark est déclaré en faillite et liquidé en 1967. La majeure partie des équipements tombe en ruine, mais des tribunes subsistent encore en partie sur trois côtés du terrain. Une nouvelle équipe de Third Lanark, qui évolue dans la Ligue amateur du Grand Glasgow, joue aujourd'hui dans ce parc, comme le fait Hampden AFC.

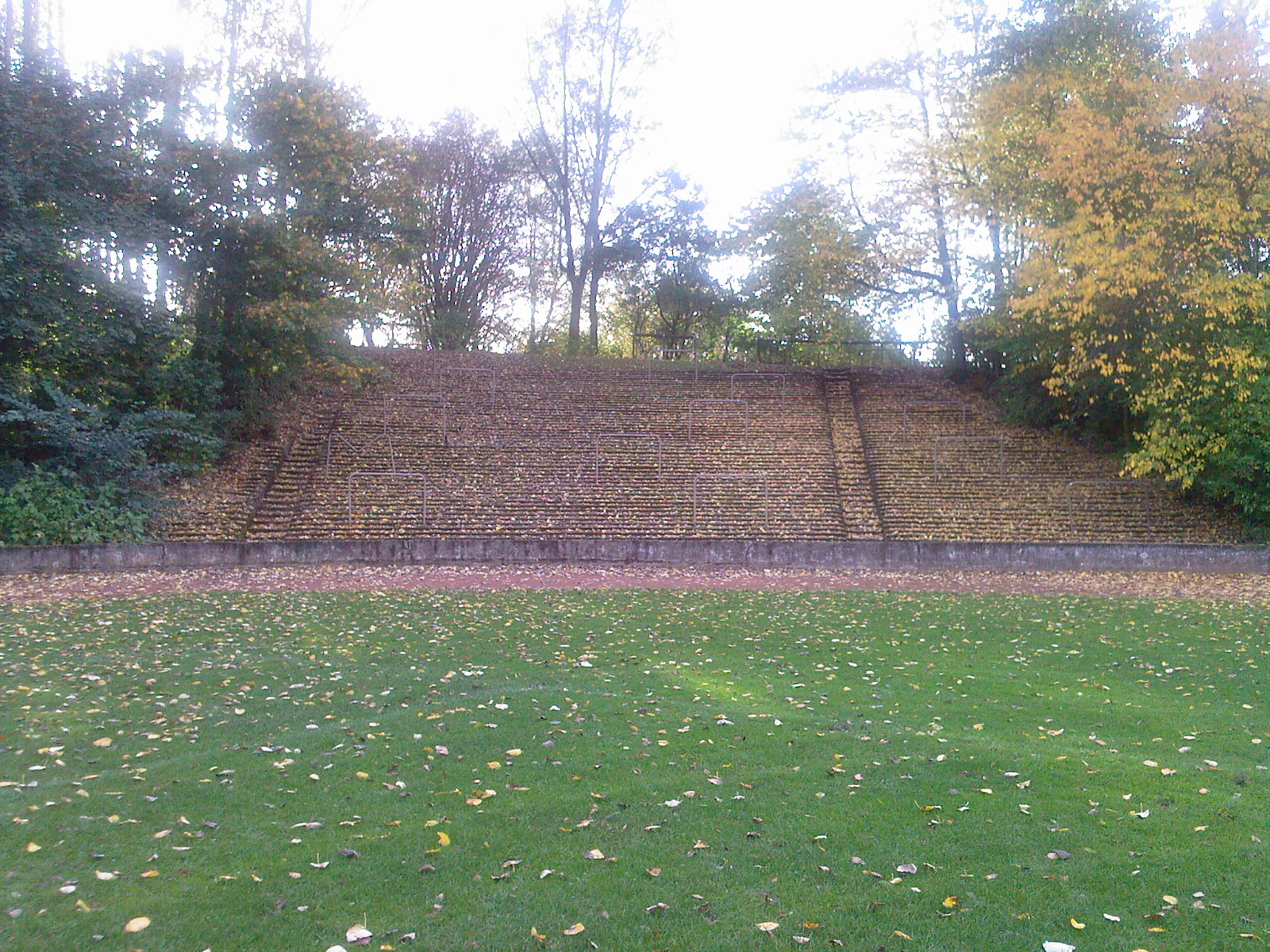
Vue d'une des tribunes depuis le terrain.
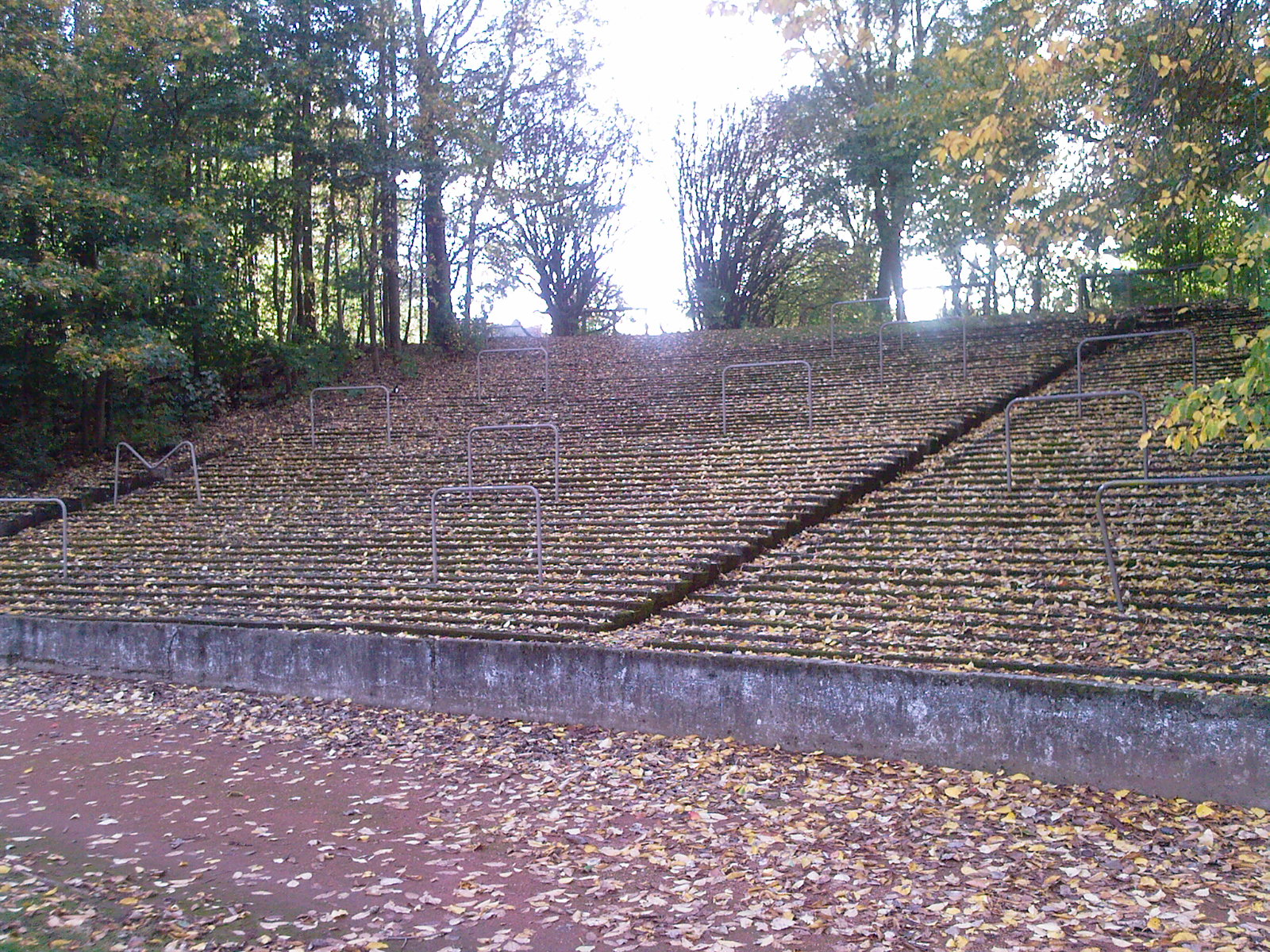
Vue rapprochée d'une tribune abandonnée.
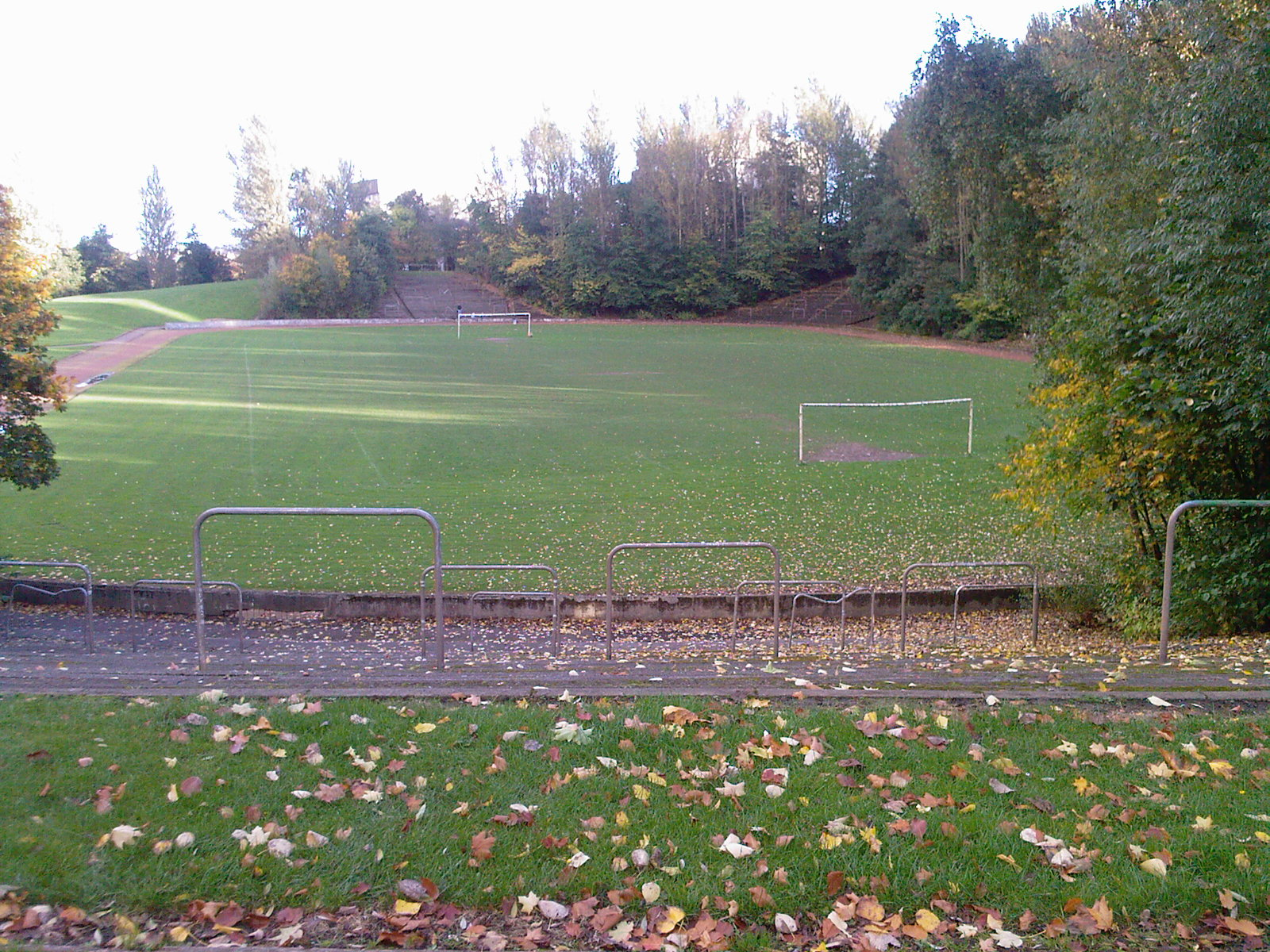
Vue du terrain et d'autres tribunes visibles.